# Abdoul Khaled Akiola Adénon
Abdoul Khaled Akiola Adénon (28 de juliol, 1985) és un futbolista de Benín.
A França ha jugat per equips com SC Bastia o Le Mans UC72. Formà part de la selecció de Benín a la Copa d'Àfrica de Nacions 2008.